# Tadeusz Szaciłło
Tadeusz Szaciłło vel Szaciło (ur. 13 maja 1925 w Augustowie, zm. 14 marca 2016 w Warszawie) – generał broni Wojska Polskiego, doktor nauk humanistycznych, wykładowca i zastępca komendanta  Wojskowej Akademii Politycznej, działacz PPR i PZPR, szef 
Głównego Zarządu Politycznego WP (1986–1989)

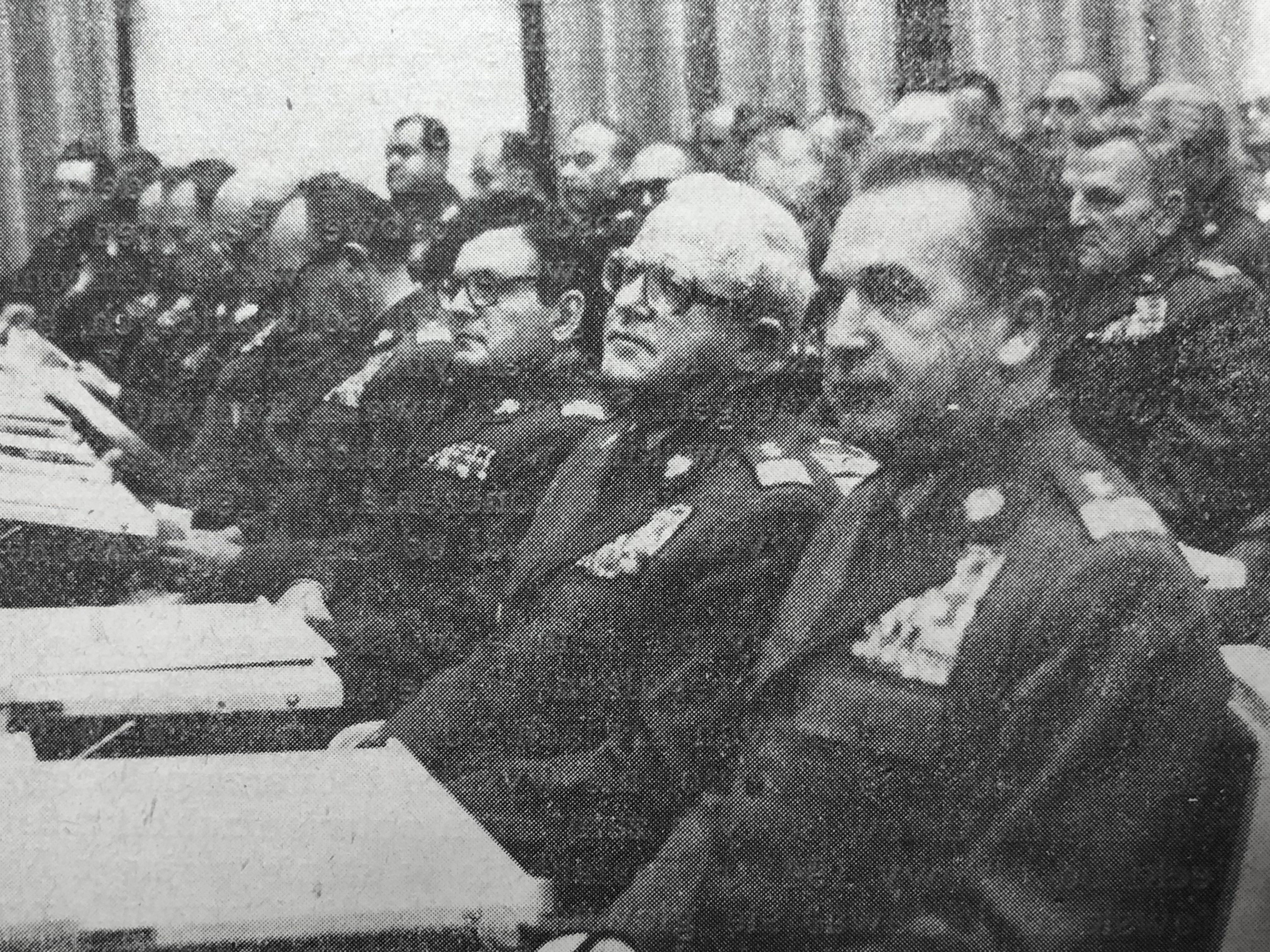
Konferencja naukowa z okazji 40-lecia LWP, październik 1983, od prawej: gen. Tadeusz Szaciłło, gen. Antoni Jasiński, gen. Mieczysław Bień.

## Życiorys
Po ukończeniu szkoły podstawowej w Augustowie uczył się w gimnazjum, naukę przerwał mu wybuch wojny. W latach 1941–1944 pracował jako robotnik leśny w tartaku Lipowiec koło Augustowa.
23 listopada 1944 roku w Białymstoku został wcielony do 4 zapasowego pułku piechoty w Białymstoku. Po przeszkoleniu skierowany na celowniczego do 1 pułku piechoty 1 Dywizji Piechoty im. Tadeusza Kościuszki, a później do 3 zapasowego pułku piechoty. Przeszedł szlak bojowy od Warszawy po Wał Pomorski, ranny w walkach o Mirosławiec.
W listopadzie 1945 roku ukończył Oficerską Szkołę Piechoty nr 2 w Gryficach, został awansowany na stopień podporucznika w korpusie oficerów piechoty i skierowany do Suwałk, do 57 pułku piechoty 18 DP na stanowisko dowódcy plutonu moździerzy. W 1947 ukończył kurs szefów sztabów pułków w Centrum Wyszkolenia Piechoty w Rembertowie (przemianowanym w Wyższą Szkołę Piechoty). Po ukończeniu kursu był wykładowcą nauk społeczno-politycznych w Wyższej Szkole Piechoty. W latach 1949–1953 studiował w Wyższym Wojskowym Instytucie Pedagogicznym w Leningradzie w ZSRR. 
Po powrocie do kraju w 1953 roku został przeniesiony do korpusu oficerów polityczno-wychowawaczych i został wyznaczony na starszego wykładowcę w Katedrze Pedagogiki  Akademii Wojskowo-Politycznej im. Feliksa Dzierżyńskiego w Warszawie (od 1957 Wojskowej Akademii Politycznej im. Feliksa Dzierżynskiego). Podczas dalszej służby w WAP był zastępcą szefa Katedry Teorii i Historii Wychowania (1958-1963), zastępcą komendanta Wydziału Pedagogiczno-Politycznego (1963-1965) oraz zastępcą komendanta akademii do spraw naukowych (1965-1969). 
W 1962 roku na Uniwersytecie Warszawskim obronił pracę na temat Organizacja partyjna gwarantem sukcesów szkoleniowych WP i został doktorem nauk humanistycznych. 
W 1969 roku został szefem Zarządu Politycznego Warszawskiego Okręgu Wojskowego, a dwa lata później zastępcą dowódcy WOW do spraw politycznych. Na tym stanowisku pozostawał do 17 listopada 1973, kiedy to został mianowany szefem Zarządu II Propagandy i Agitacji – zastępcą szefa Głównego Zarządu Politycznego WP. W latach 1983–1986 był I zastępcą szefa GZP WP. 4 stycznia 1986 roku na posiedzeniu poszerzonego Kolegium GZP WP z udziałem ministra obrony narodowej, generała armii Floriana Siwickiego przejął od generała broni Józefa Baryły obowiązki szefa Głównego Zarządu Politycznego WP. Na tym stanowisku pozostawał do czasu przeformowania instytucji w Główny Zarząd Wychowawczy WP. Jego pierwszym zastępcą był wiceadmirał Ludwik Dutkowski, a zastępcami generałowie: Tadeusz Kojder, Mieczysław Michalik, Zdzisław Rozbicki, Lesław Wojtasik oraz Albin Żyto.

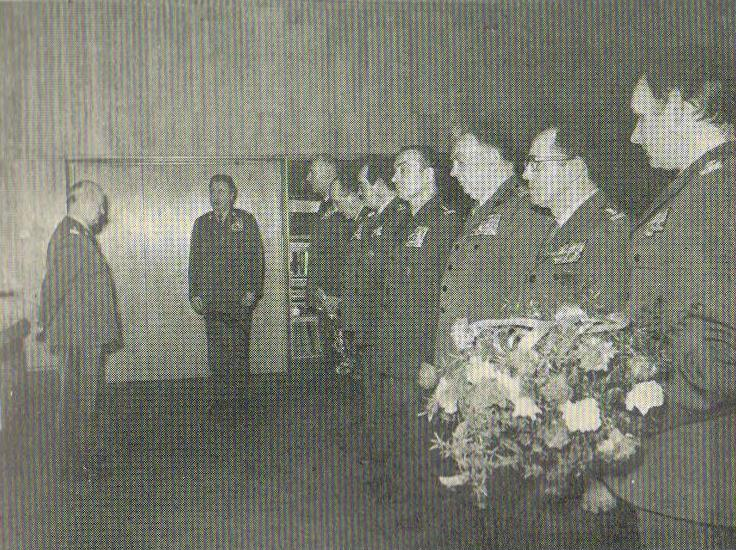
60-lecie urodzin gen. broni dr Józefa Baryły – życzenia od podwładnych z aparatu politycznego WP, przemawia I zastępca szefa GZP WP gen. dyw. dr Tadeusz Szaciło, obok stoją (od lewej): gen. dyw. Władysław Polański – komendant WAP, gen. bryg. Albin Żyto – zastępca szefa GZP WP, gen. bryg. Henryk Kondas - zastępca dowódcy POW ds. politycznych, płk Stefan Rutkowski – przewodniczący Komisji Kontroli Partyjnej WP, płk Leon Morawski – szef Zarządu Wydawnictw, Drukarń i Zaopatrzenia GZP WP; Warszawa 21 listopada 1984

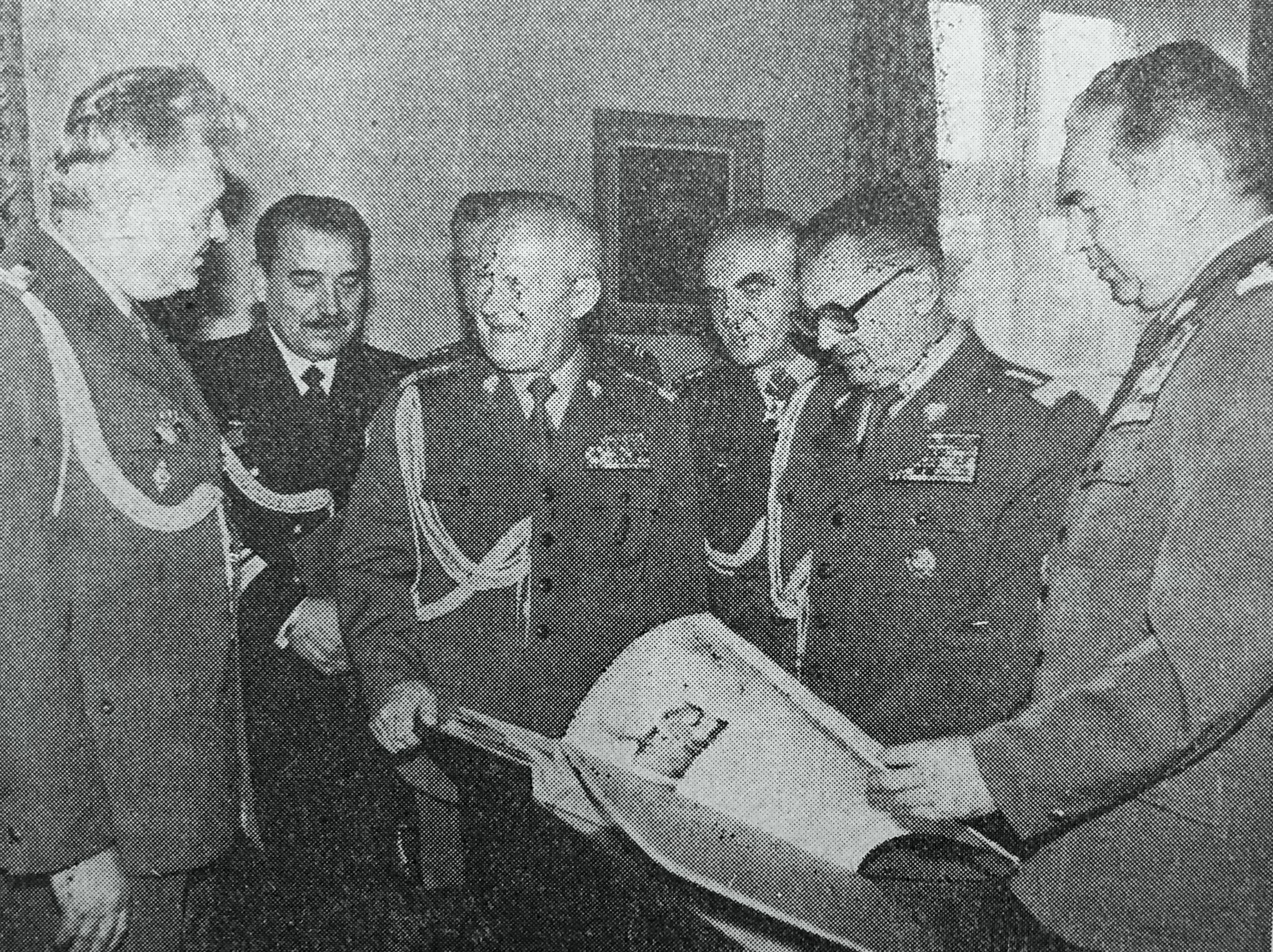
Uroczystość wpisu do Honorowej Księgi Czynów Żołnierskich w październiku 1985, od prawej w pierwszym rzędzie gen. dyw. dr Tadeusz Szaciło, gen. armii Florian Siwicki, gen. broni Józef Baryła i płk Marian Anysz.

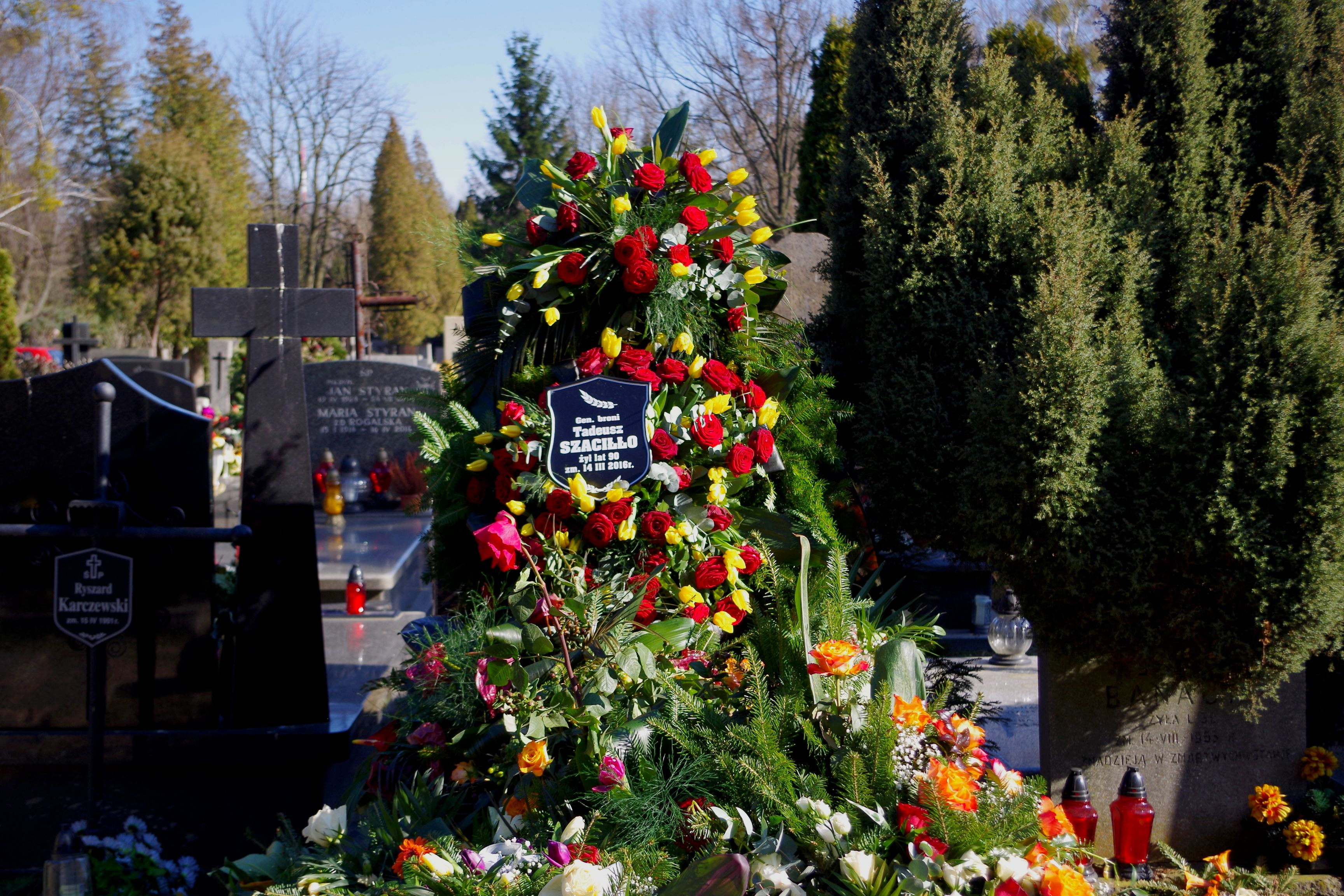
Grób gen. Tadeusza Szaciłło i jego żony Hanny na Cmentarzu Wojskowym na Powązkach w Warszawie

Od 1971 roku członek Komisji Ideologicznej Komitetu Centralnego PZPR. Na VII Zjeździe PZPR w grudniu 1975 wybrany w skład Centralnej Komisji Rewizyjnej PZPR (do 1980). W latach 1986–1990 członek Komitetu Centralnego PZPR. W latach 80. wchodził również w skład Rady Redakcyjnej organu teoretycznego i politycznego KC PZPR Nowe Drogi. Był także przewodniczącym Komisji ds. Oficerów Rezerwy przy Zarządzie Głównym Ligi Obrony Kraju (1983-1986). Od 1979 roku członek Rady Naczelnej, a w latach 1985–1990 wiceprezes Zarządu Głównego ZBoWiD. W latach 1986–1989 był wiceprzewodniczącym Ogólnopolskiego Komitetu Grunwaldzkiego oraz członkiem Prezydium Rady Głównej Przyjaciół Harcerstwa. Był także przewodniczącym Komitetu Redakcyjnego redagowanego przez 10 lat polskiego wydania 12-tomowej radzieckiej "Historii II wojny światowej 1939-1945". W dniu 11 listopada 1988 roku wszedł w skład Honorowego Komitetu Obchodów 70 rocznicy Odzyskania Niepodległości przez Polskę, którego przewodnictwo objął I sekretarz KC PZPR gen. armii Wojciech Jaruzelski a 28 listopada w skład Honorowego Komitetu Obchodów 40-lecia Kongresu Zjednoczeniowego PPR – PPS – powstania PZPR, któremu również przewodniczył I sekretarz KC PZPR.
Od 27 listopada do 26 grudnia 1989 roku pełnił obowiązki szefa Głównego Zarządu Wychowawczego WP. 26 grudnia odwołany ze stanowiska przez Prezydenta RP, Wojciecha Jaruzelskiego. Trzy dni później, w obecności ministra obrony narodowej, generała armii Floriana Siwickiego przekazał obowiązki szefa GZW WP następcy, wiceadmirałowi Piotrowi Kołodziejczykowi. 11 stycznia 1990 został komendantem Wojskowego Instytutu Historycznego imienia Wandy Wasilewskiej. Obowiązki komendanta instytutu pełnił do 5 lipca 1990 roku, po czym w związku z przekroczeniem 65 roku życia zakończył zawodową służbę wojskową i z dniem 22 lutego 1991 roku przeszedł w stan spoczynku. Pochowany na cmentarzu Powązki Wojskowe w Warszawie (kwatera FII-7-4).

## Awanse generalskie
- generał brygady - październik 1973 (nominację wręczył mu I sekretarz KC PZPR Edward Gierek)
- generał dywizji - październik 1982 (nominację wręczył mu przewodniczący Rady Państwa PRL prof. Henryk Jabłoński)
- generał broni - październik 1988 (nominację wręczył mu przewodniczący Rady Państwa PRL gen. armii Wojciech Jaruzelski)

## Życie prywatne
Syn Franciszka, leśniczego i Aleksandry. Z małżeństwa z Hanną (zm. w styczniu 2011) miał dwóch synów: starszy Mirosław (rzecznik prasowy Komendy Głównej Straży Granicznej w latach 1996–2005) i młodszy Jarosław. 

## Odznaczenia i wyróżnienia
- Order Sztandaru Pracy I klasy
- Order Sztandaru Pracy II klasy
- Krzyż Oficerski Orderu Odrodzenia Polski
- Krzyż Kawalerski Orderu Odrodzenia Polski
- Krzyż Walecznych
- Złoty Krzyż Zasługi
- Srebrny Medal „Zasłużonym na Polu Chwały”
- Medal za Odrę, Nysę, Bałtyk
- Medal 10-lecia Polski Ludowej
- Medal 30-lecia Polski Ludowej
- Medal 40-lecia Polski Ludowej
- Medal Zwycięstwa i Wolności 1945
- Złoty Medal „Siły Zbrojne w Służbie Ojczyzny”
- Srebrny Medal Siły Zbrojne w Służbie Ojczyzny
- Brązowy Medal Siły Zbrojne w Służbie Ojczyzny
- Złoty Medal Za zasługi dla obronności kraju
- Srebrny Medal Za zasługi dla obronności kraju
- Brązowy Medal Za zasługi dla obronności kraju
- Złota Odznaka „Za zasługi w ochronie porządku publicznego”
- Srebrna Odznaka „Za Zasługi w Ochronie Porządku Publicznego”
- Brązowa Odznaka „Za Zasługi w Ochronie Porządku Publicznego”
- Złota Odznaka „Za Zasługi dla Obrony Cywilnej”
- Złoty Medal „Za zasługi dla Ligi Obrony Kraju”
- Złote odznaczenie im. Janka Krasickiego
- Medal im. Ludwika Waryńskiego (1988)[8]
- Odznaka „Zasłużony Działacz SZMW”
- Złota odznaka honorowa „Za Zasługi dla Warszawy” (1971)[9]
- Odznaka „Zasłużony dla województwa rzeszowskiego” (1973)[10]
- Medal 100 lat ruchu robotniczego w Polsce (1982)[11]
- Order Czerwonego Sztandaru (Związek Radziecki)
- Order Tudora Vladimirescu I klasy (Rumunia, 1987)[12]
- Medal „Za zwycięstwo nad Niemcami w Wielkiej Wojnie Ojczyźnianej 1941–1945” (ZSRR)
- Medal jubileuszowy „Trzydziestolecia zwycięstwa w Wielkiej Wojnie Ojczyźnianej 1941–1945” (ZSRR, 1975)
- Medal jubileuszowy „Czterdziestolecia zwycięstwa w Wielkiej Wojnie Ojczyźnianej 1941–1945” (Związek Radziecki, 1985)
- Medal „Za umacnianie braterstwa broni” (Związek Radziecki)
- Medal jubileuszowy „60 lat Sił Zbrojnych ZSRR” (Związek Radziecki, 1978)
- Medal jubileuszowy „70 lat Sił Zbrojnych ZSRR” (Związek Radziecki, 1988)[13]
- Odznaka pamiątkowa "Weteran 33 Armii" (Związek Radziecki, 1987)[14]
- Medal "Za umacnianie braterstwa broni" (Bułgaria)
- Medal „40-lecia Socjalistycznej Bułgarii” (Bułgaria, 1986)[15]
- Medal Za Umacnianie Przyjaźni Sił Zbrojnych I stopnia (Czechosłowacja)
- Medal „30-lecia Rewolucyjnych Sił Zbrojnych Kuby” (Kuba, 1987)[16]
- Medal jubileuszowy „30 lat Narodowej Armii Ludowej” (Niemcy Wschodnie, 1986)[17]
- Wpis do Honorowej Księgi Czynów Żołnierskich (1981)
- inne medale i odznaczenia pamiątkowe, jubileuszowe, organizacyjne, regionalne i zagraniczne